# Postjeswetering

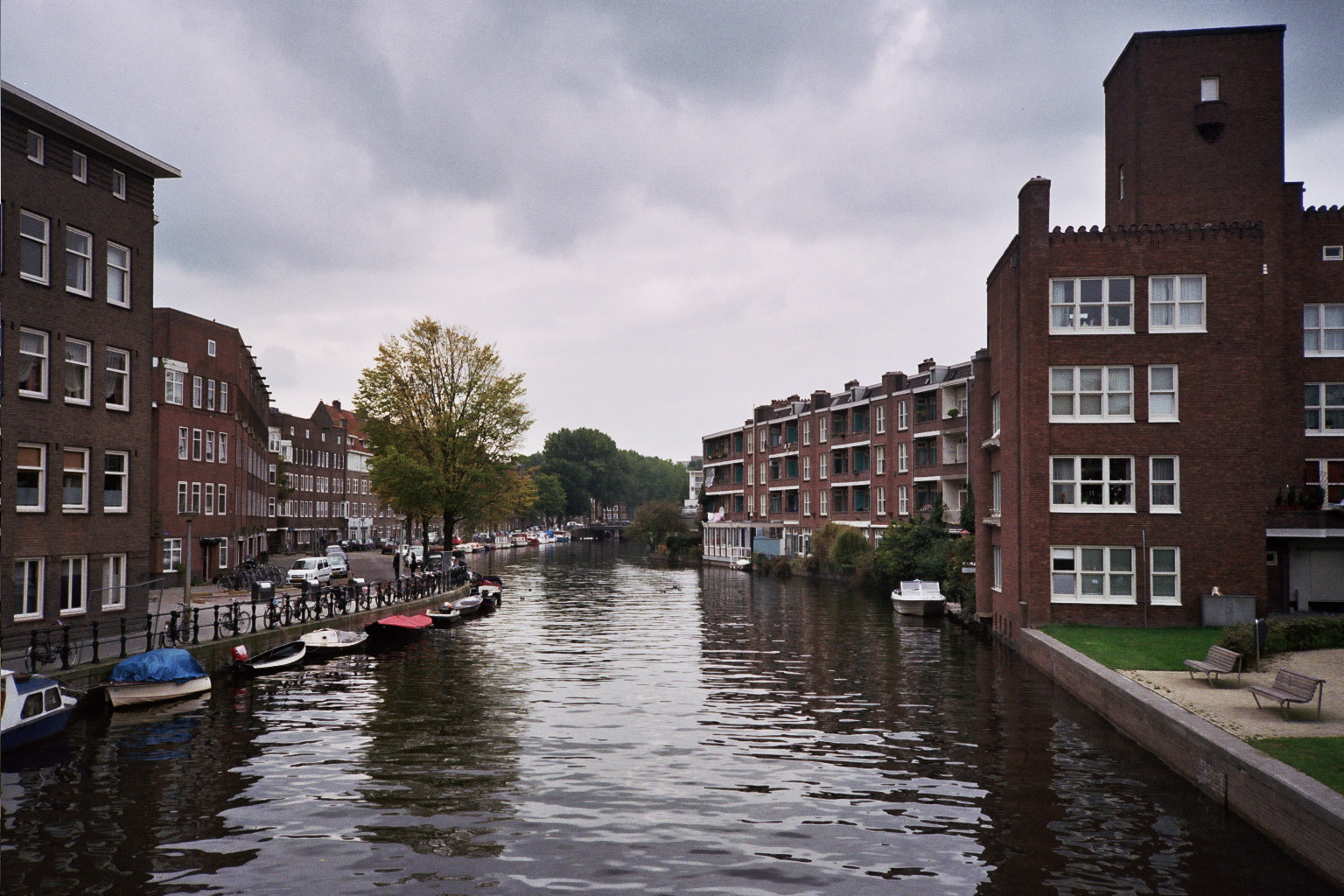
De Postjeswetering vanaf de Baarsjesweg

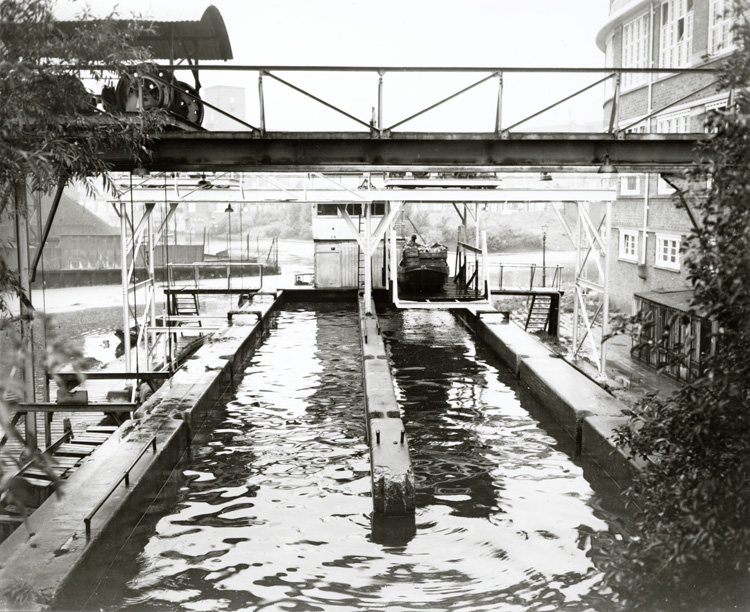
De overhaal in de Postjeswetering, 1950. Foto van Ben van Meerendonk

De Postjeswetering in Amsterdam-West werd in de huidige vorm aangelegd in de jaren twintig als onderdeel van Plan West. De gracht ligt sinds 1990 in stadsdeel De Baarsjes (sinds 2010: stadsdeel West).
De gracht kreeg zijn naam in 1922 en werd vernoemd naar de vroegere Postjeswetering, waarover groente uit de Sloterpolder naar de stad werd vervoerd. Ook de Postjeskade en de Postjesweg zijn hiernaar vernoemd. Het gedeelte dat omsloten wordt door de Postjeswetering, Postjeskade, Baarsjes en Surinameplein wordt ook wel Postjesbuurt genoemd.
De Postjeswetering ontleent haar naam aan de vele bruggetjes die over het water lagen, soms simpele losse planken, om wagens met hooi of tuinbouwproducten te laten passeren en die postjes of ook wel hoofdelingen heten.
De gracht loopt van de Kostverlorenvaart en Admiralengracht eerst naar het westen, volgens het oude tracé van de vaart, maar maakt dan bij het Rembrandtpark een hoek naar het zuiden en vormt zo de verbinding naar de Westlandgracht en verder naar de Westelijke Tuinsteden en de Slotervaart. De eerste deel van de gracht wordt gekruist door de Baarsjesweg (brug nr. 186) en Hoofdweg (brug nr. 231) met bruggen in de stijl van de Amsterdamse School. De duizendste brug van Amsterdam (brug nr. 684; in gebruik genomen in 1973) ligt over de Postjeswetering bij het Rembrandtpark. Bij de Cornelis Lelylaan gaat de gracht over in de Westlandgracht.
Tot 1954 lag de gracht op het polderpeil van de Sloterpolder (NAP -2.10 m). Daarna werd de gracht verbonden met de Kostverlorenvaart en verhoogd naar het stadsboezempeil (NAP -0.40 m). Voordien was er vanaf 1916 een elektrische scheepslift voor transport van kleine groenteschuiten over de Baarsjesweg heen. Deze scheepslift verving op zijn beurt de beide overtomen bij de buurtschap De Baarsjes en bij de Overtoomse Buurt. De scheepslift deed nog tot 1959 dienst voor groenteschuiten op de plaats waar de Postjeswetering tegenwoordig bij het Rembrandtpark uit komt, waarna deze werd gesloopt na het verdwijnen van de laatste tuindersbedrijven in de Overtoomsepolder.
Op de plaats van samenkomst van de Postjeswetering, Admiralengracht en de Kostverlorenvaart ligt het gebouw van de vroegere 4e Ambachtsschool, later School voor Edelsmeden, thans Het Sieraad, een mooi voorbeeld van de Amsterdamse School.